# شبیه‌ساز-اشکال‌زدای درون‌مداری
اشکال‌زدای درون مداری یا آی.سی.ایی عبارت است از وسیله‌ای که برای دیباگ و کنترل برنامه روی سخت‌افزار از طریق یک برنامه رابط بر روی کامیپوتر میزبان مورد استفاده قرار می‌گیرد.
یک آی.سی.ایی معمولی از دو قسمت تشکیل می‌شود:
- یک مبدل سخت‌افزاری که بین سیستم میزبان و سیستم مورد آزمون قرار می‌گیرد.
- یک برنامه رابط کاربر که با استفاده از آن می‌توان مبدل را کنترل کرد.

از آنجا که عیب یابی سیستمهای مدارات کنترل(امبد) غالباً به دلیل عدم وجود رابط‌های کاربری (آنطور که در کامپیوترهای بزرگتر وجود دارد) مشکل است و در صورت وجود خطا در بخشی از نرم‌افزار یا سخت‌افزار سیستم، کل مجموعه از کار افتاده و پاسخی به سیگنالهای ورودی نمی‌دهند، مدارات آی.سی.ایی ساخته شده‌اند تا به وسیلهٔ آن سازنده یا کاربر این سیستمها بتواند در هر قسمت از برنامه وقفه‌ای سخت‌افزاری ایجاد کرده و به مقادیر فیزیکی یا به داده‌های درون برنامه دسترسی پیدا کند. این امر توسط سخت‌افزاری واسط  که در واقع رابط بین سیستم مورد نظر و یک سیستم بزرگتر (معمولاً کامپیوتر)است انجام می‌گیرد. این وسیله اشکال‌زدای درون مداری یابه اختصار آی.سی.ایی نام دارد.